# 多加森村
多加森村（たかもりむら）は、愛知県丹羽郡にかつてあった村。
現在の一宮市南部。地名は、合併した村（森本村、多加木村）から一部をとった、合成地名である。

## 沿革
- 江戸時代、この地域は尾張藩領であった。
- 1889年（明治22年）10月1日 - 吾鬘（あずら）村、森本村、多加木村、猿海道村、馬見塚村が合併し、多加森村となる[1][2]。
- 1906年（明治39年）7月1日 - 丹羽郡九日市場村、二川村、三重島村と合併し丹陽村を新設して廃止[1][2]。
- 1907年（明治40年）- 丹陽村大字馬見塚を丹羽郡西成村に編入[3]。

## 神社
- 阿豆良神社

## 学校
- 多加森尋常小学校（現：一宮市立丹陽西小学校）